# Ringo Starr and His Third All-Starr Band Volume 1
Albums de Ringo Starr
Ringo Starr and His All Starr Band Volume 2: Live From Montreux
(1993) Vertical Man
(1998)
Ringo Starr and His Third All-Starr Band-Volume 1 est le troisième album live de Ringo Starr And The All-Star Band. Le principe pour l'ancien batteur des Beatles est de s'entourer de musiciens connus pour jouer des titres venus des répertoires différents : période Beatles, carrière solo, titres écrits par les musiciens du groupe dans leurs carrières respectives, comme Boris the Spider des Who, interprétée par son auteur John Entwistle, ou autres reprises. Ce concert eut lieu dans la célèbre salle Budokan de Tokyo.
Cet album est une édition limitée. Les tournées de Ringo se font rares entre 1993 et 1998, et son travail studio en solo est inexistant : Starr se consacre, avec ses collègues Paul McCartney et George Harrison, ainsi que George Martin, au projet The Beatles Anthology.

## Le All-Starr band
- Ringo : Chant, batterie

Les musiciens dont s'est entouré Ringo Starr sur le présent album sont :
- Randy Bachman, des Guess Who : guitare, chant
- Mark Farner, de Grand Funk Railroad : guitare, chant
- John Entwistle, des Who : basse, chant
- Billy Preston : claviers, harmonium, chant
- Felix Cavaliere, ancien membre du groupe The Young Rascals : claviers, chant
- Mark Rivera : saxophone, chant
- Zak Starkey : batterie, percussion

## Liste des pistes
1. Don't Go Where the Road Don't Go (Starkey-Warman-Grainger) – 4:52
2. I Wanna Be Your Man (Lennon-McCartney) – 3:25
3. It Don't Come Easy (Starkey) – 3:55
4. Loco Motion (Goffin-King) – 3:24 Par Mark Farner
5. Nothin' From Nothin' (Fisher-Preston-Puckett) – 3:33 Par Billy Preston
6. No Sugar Tonight (Bachman) – 4:32 Par Randy Bachman
7. People Got to Be Free (Cavaliere-Brigati) – 4:53 Par Felix Cavaliere
8. Boris the Spider (Entwistle) – 2:41 Par John Entwistle
9. Boys (Dixon-Farrell) – 3:08
10. You Ain't Seen Nothin' Yet (Bachman) – 3:45 Par Randy Bachman
11. You're Sixteen (Sherman-Sherman) – 2:48
12. Yellow Submarine (Lennon-McCartney) – 3:45